# شيرو ناكامورا
شيرو ناكامورا (باليابانية: 中村 史郎؛ بالإنجليزية: Shiro Nakamura) هو مصمم سيارات ومدير تنفيذي ياباني سابق، وُلد في 17 أكتوبر 1950. عُرف بدوره البارز في قيادة التصميم الإبداعي لشركات نيسان، إنفينيتي، وداتسون، وكان يشغل منصب كبير مسؤولي الإبداع (Chief Creative Officer) في شركة نيسان موتور المحدودة.

## المسيرة المهنية
انضم ناكامورا إلى نيسان في أواخر التسعينيات وسرعان ما أصبح أحد الوجوه الأبرز في تطوير هوية التصميم الجديدة للشركة. تولّى في عام 2006 منصب نائب الرئيس التنفيذي وكبير مسؤولي الإبداع، حيث أشرف على فرق التصميم العالمية التابعة لنيسان وإنفينيتي وداتسون.
يُعرف ناكامورا بأنه مصمم ميداني يتميز بالاهتمام بالتفاصيل العملية والنسب الدقيقة، ولهذا اكتسب لقب "Fingers" بين زملائه.

## التأثير والتصاميم البارزة
خلال فترة عمله، أشرف ناكامورا على تصميم عدد من أشهر سيارات نيسان في العصر الحديث، من بينها:
- نيسان 350Z
- نيسان جي تي-آر
- إنفينيتي FX
- نيسان كيوب

ساهم في نقل فلسفة التصميم اليابانية إلى سوق السيارات العالمية، من خلال التركيز على البساطة والتوازن والوظيفة دون التخلي عن الطابع الجمالي القوي.

## التقاعد
تقاعد شيرو ناكامورا من شركة نيسان في عام 2017 بعد أكثر من عقدين من العمل في مناصب قيادية. وقد خلفه في المنصب ألفونسو ألبيسا، الذي كان يعمل ضمن فريق التصميم العالمي للشركة.